# Elettrorap
L'elettrorap (chiamato anche robot hip hop, electro hop o electro hip hop) è un sottogenere musicale dell'hip hop, che fonde quest'ultimo con la musica elettronica. È un genere musicale emerso dalla fusione di musica dance elettronica e hip hop. Il movimento electro hop proviene dalla scena underground della costa orientale degli Stati Uniti e ha guadagnato la popolarità con artisti e gruppi come Soul Sonic Force, Mantronix, Man Parrish, Newcleus, Dope e Planet Patrol.
Verso la fine degli anni 2000 e 2010, l'elettro-hop aveva guadagnato il successo mondiale commerciale. Tra le leve del tardo elettrorap vanno inclusi i LMFAO, Flo Rida, Far East Movement e Nicki Minaj, ed altri ancora.